# De fem benspænd
De Fem Benspænd (en España, Las cinco condiciones; en Hispanoamérica, Las cinco obstrucciones) es una película documental danesa del 2003 dirigida por Lars von Trier y Jørgen Leth.
El singular documental dirigido y protagonizado por el cineasta, periodista, escritor y docente Leth, y codirigido a la distancia por von Trier, el impulsor del movimiento Dogma 95, consiste en una propuesta del último al veterano documentalista Leth para realizar cinco remakes de un corto de 13 minutos que el mismo Leth dirigió en 1967, titulado El Humano Perfecto. Lars von Trier demanda una "obstrucción" o condición diferente para realizar cada remake, obligando a Leth a replantearse la historia de forma distinta y a utilizar distintos formatos. Las restricciones impuestas por el director de Bailarina en la oscuridad suponen un auténtico reto para la creatividad de Leth.

## Aclaración
- Este artículo es una obra derivada de «[ ]» por periodistas de 20minutos.es, disponible bajo la licencia Creative Commons Atribución-CompartirIgual 3.0 Unported.